# Aphanistes jozankeanus
Aphanistes jozankeanus är en stekelart som först beskrevs av Matsumura 1912.  Aphanistes jozankeanus ingår i släktet Aphanistes och familjen brokparasitsteklar. Inga underarter finns listade i Catalogue of Life.